# Андріївка (Полтавська міська громада)
Андрі́ївка — село в Україні, у Полтавській міській громаді Полтавського району Полтавської області. З давніх часів хутір Андріївка поділявся на Верхню і Нижню Андріївку. За Верхньою Андріївкою в долині, у бік с. Саламахівка,  був поміщицький маєток, а також ставок і ліс. В Нижній Андріївці з часів більшовицької колективізації була тваринницька ферма, також там був клуб куди періодично привозили та показували жителям хутора радянські кінофільми. Населення становить 163 осіб. До 2020 орган місцевого самоврядування — Гожулівська сільська рада.

## Географія
Село Андріївка знаходиться на берегах річки Полузір'я, вище за течією на відстані 1,5 км розташоване село Зорівка, нижче за течією на відстані 1 км розташоване село Падалки. До села примикає великий садовий масив.

## Історія
12 червня 2020 року, відповідно до розпорядження Кабінету Міністрів України № 721-р «Про визначення адміністративних центрів та затвердження територій територіальних громад Полтавської області», село увійшло до складу Полтавської міської громади.
19 липня 2020 року, в результаті адміністративно - територіальної реформи та ліквідації Полтавського району (1925—2020), село увійшло до складу новоутвореного Полтавського району.